# Nicolas Koeckebacker

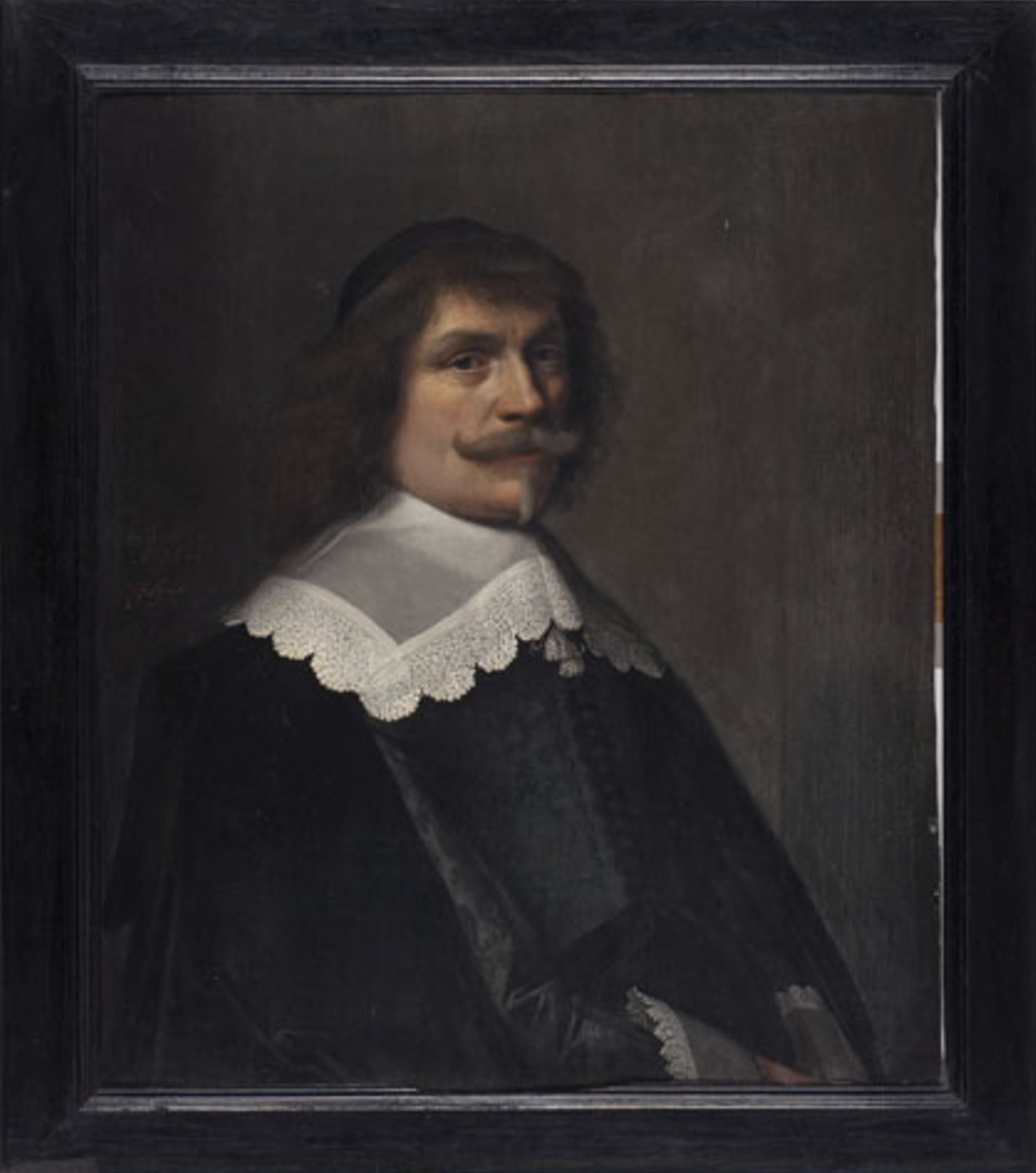
Tafelbild von Jacob Willemsz. Delff dem Jüngeren (1619–1661) aus dem Jahr 1641, Koeckebacker zeigend. Das Portrait bildet mit dem Porträt seiner Ehefrau eine gemeinsame Komposition.

Nicolas Leendertsz. Koeckebacker (* 6. März 1597, wohl in Brielle; † 2. Juli 1671 in Delft) war ein niederländischer Kaufmann, der vom 6. September 1633 bis zum 3. Februar 1639 – mit einer kurzen Unterbrechung im Jahr 1636, in welche auch das Ende der sogenannten Nuyts-Affäre (1631–1636) fiel – als Direktor der niederländischen Handelsniederlassung in Hirado wirkte. Während seiner Amtszeit ereignete sich der Aufstand der Bauern und Christen von Shimabara und Amakusa, der von Dezember 1637 bis April 1638 andauerte. Koeckebackers akribisch geführtes Tagesregister, sein ausführlicher Jahresbericht sowie seine Korrespondenz aus dieser Zeit zählen heute zu den zentralen europäischen Quellen zur Erforschung dieser Rebellion. Die Erhebung, an deren Niederschlagung auch die Niederländische Ostindien-Kompanie (VOC) beteiligt waren, trug maßgeblich zur weitgehenden Abschließung Japans gegenüber dem Westen bei und führte letztlich zur Ausweisung der Portugiesen. Nach seiner Rückkehr in die Niederlande 1640 wurde Koeckebacker Schöffe in Delft.

## Leben

### Herkunft und frühes Wirken
Nicolas Leendertsz. Koeckebacker wurde am 6. März 1597 als Sohn des aus Brielle stammenden Tuchhändlers Lenaert Claesz. Koeckebacker und dessen zweiter Ehefrau Clasina Dirksdr. van Ruyven geboren. Einen Monat später, am 7. April, erfolgte seine Taufe in der Katharinenkirche zu Brielle auf den Namen Claes Leendertsz. Die Familie gehörte zur angesehenen Bürgerschaft der Stadt: Sein Großvater väterlicherseits, Nicolas Jansz. Koeckebacker, war Bürgermeister von Brielle gewesen und hatte eine bedeutende Rolle bei der Einnahme der Stadt durch die Geusen am 1. April 1572 gespielt. Bald nach der Geburt ihres gemeinsamen Sohnes verließ die Familie Brielle und ließ sich in Delft nieder.
Seine frühen Lebensjahre und sein Werdegang vor 1633 sind nur unzureichend überliefert. Ab April 1627 bekleidete Koeckebacker das Amt des Sekretärs des Justizrates in Batavia, 1628 wurde er zum Oberkaufmann von Formosa befördert, ab November 1629 war er dort Mitglied des Politischen Rates. 1630 geriet Koeckebacker in die Gefangenschaft des chinesischen Piratenführers Tautsailak aus welcher er am 30. November desselben Jahres wieder freikam. Am 21. Mai 1633 wurde er zum Leiter (Opperhoofd) der niederländischen Handelshäuser in Japan ernannt.

### Als Leiter der Faktorei in Hirado

#### Wirken in Japan bis zum Ausbruch der Rebellion von Shimabara-Amakusa
Im September 1633 übernahm Koeckebacker die Leitung der Faktorei in Hirado sowie der in Japan von den Holländern errichteten Handelshäuser. Noch im selben Jahr begab er sich auf „Hofreis“ nach Edo, musste allerdings aufgrund einer Krankheit des Shoguns abreisen, ohne dass er seine Gesuche hatte vortragen können. Trotz der expliziten Weisung seiner Vorgesetzten, jeglichen sexuellen Umgang mit japanischen Frauen zu meiden, zeugte Koeckebacker in Hirado mehrere Töchter mit verschiedenen Konkubinen. Eine der Töchter, Sophia Koeckebacker, geboren in Hirado, vermählte sich im Februar 1658 in Formosa mit Johannes de Leonardus aus Haarlem, Prediger in Tayouan. Dieser kam 1661 bei der Eroberung der Insel durch Koxinga ums Leben. Cornelia Koeckebacker, ebenfalls in Hirado geboren, ehelichte im November desselben Jahres, da auch ihre Schwester geheiratet hatte, in Batavia den Fiskal und Schultheiß Leonard de Leonardus aus Kampen. Eine weitere Tochter, Susanna Koeckebacker, ging eine Ehe mit Nicolaes Schemon ein, dem Haupt der japanischen Gemeinde in Batavia. Unter der Leitung von Koeckebacker konnte der bei seinem Amtsantritt im Stillstand begriffene Japanhandel erheblich ausgebaut werden, bis er 1637 etwa 70 % des Umsatzes der VOC erzielte. Im Februar 1636 begab sich Koeckebacker an Bord der Rarop auf eine Reise nach Batavia, um den Generalgouverneur über die aktuellen Entwicklungen in Japan zu unterrichten und weitere Handlungsschritte zu koordinieren. Während seiner Abwesenheit übernahm François Caron die Leitung der niederländischen Handelshäuser in Japan. Nur eine Woche später begab sich Caron auf „Hofreis“ nach Edo. In der Zeit seiner Abwesenheit fungierte Jan van Elserack als Verwalter der in Hirado gelagerten Waren.
Carons Verhandlungen mit dem Shogun verliefen für die Niederländer erfreulich, die Nachricht von der Freilassung Pieter Nuyts und der Lockerung der Einschiffungsbeschränkung erreichte Caron jedoch erst nach seiner Rückkehr nach Hirado. Am 29. Juli 1636 besichtigte Caron die noch im Bau befindliche künstliche Insel Dejima in der Bucht Nagasaki, die zu diesem Zeitpunkt noch als gefängnisähnliche Handelsniederlassung für die Portugiesen konzipiert war. Unbewusst besichtigte Caron hier den Ort, der in den kommenden zwei Jahrhunderten zum eingeschränkten Aufenthaltsort der Niederländer in Japan werden sollte. Koeckebacker reiste am 2. Juni 1636 aus Batavia ab und erreichte Hirado am 28. August, wo er erneut jene Position übernahm, welche er vor seiner Abreise innegehabt hatte.

#### Handeln während der Rebellion
Am 17. Dezember 1637 erhielt Koeckebacker die Kunde, dass die Bauern der Region Arima (Shimabara) gegen ihre Feudalherren rebelliert hatten. Seiner Quelle zufolge war hierfür in erster Linie die sich zunehmend verschlechternde Lage der verarmten Landbevölkerung infolge der drückenden Steuerpolitik des Herren von Arima verantwortlich. Auch religiöse Unterdrückung spielte offenbar eine wesentliche Rolle. Die Rebellion wuchs rasch an und breitete sich auf die Insel Amakusa aus. Nach anfänglichen Erfolgen erlitten die Rebellen eine empfindliche militärische Niederlage, woraufhin sie gezwungen waren, sich mitsamt all ihrer Habe hinter die Mauern der verlassenen, jedoch strategisch günstig gelegenen Festung Hara zurückzuziehen. Der Plan der Rebellen war es dabei offenbar, im Frühjahr erneut in die Offensive zu gehen, wozu es jedoch nicht mehr kommen sollte.
Die zu dieser Zeit etwa 30.000 bis 37.000 Rebellen, darunter auch Frauen und Kinder, wurden anschließend von einer gewaltigen Streitmacht, zunächst unter der Führung von Itakura Shigemasa, belagert, welche nach der Schätzung von Gunn zum Ende der Belagerung etwa 200.000 Personen umfasst haben soll. Die Hoffnungen der Rebellen, dass die Portugiesen für ihre Sache Partei ergreifen und Verstärkung senden würden und sich die Rebellion anschließend über ganz Nippon ausbreiten würde, sollten sich letztendlich nicht erfüllen.
Vor dem Hintergrund jüngster Verhandlungen über einen Manila-Feldzug mit niederländischer Unterstützung und der akuten Bedrohung für die Autorität des Tokugawa-Regimes sah sich Koeckebacker veranlasst, dem bakufu seine Hilfe bei der Bekämpfung der Rebellion anzubieten. Dies erfolgte in einem Schreiben vom 17. Januar an Itakura, in dem er auch seine unbedingte Loyalität gegenüber dem bakufu hervorhob. Zehn Tage später erhielt er eine Antwort vom Bugyō von Nagasaki, der um die Lieferung einer beträchtlichen Menge Schießpulver für die Belagerer bat. Koeckebacker hatte bereits zuvor hastig Schiffe mit Waren entsandt, um die niederländischen Handelsinteressen zu sichern, sodass vor Hirado nur noch zwei Schiffe, die Ryp und die Petten, vor Anker lagen. Außerdem ließ Koeckebacker – gegen den ausdrücklichen Wunsch der japanischen Behörden – die auf der Ryp befindlichen Waren auf die Petten verladen und die Petten zum Auslaufen bereitmachen.
Die Entscheidung Koeckebackers, das Tokugawa-Regime aktiv im Kampf gegen die aufständischen Bauern und Christen zu unterstützen, stellte eine freiwillige, zugleich jedoch strategisch motivierte Handlung dar. Angesichts früherer, weitreichender Zusicherungen der Niederländer gegenüber dem Shogunat – darunter das Versprechen militärischer Unterstützung bei einem geplanten Feldzugs gegen Manila – hätte ein Ausbleiben eines entsprechenden Unterstützungsangebots unter Umständen als Zeichen mangelnder Loyalität gedeutet werden können. Dieser Entschluss könnte den Niederländern zumindest zeitweise den formalen Status eines Samurai eingebracht haben, wenngleich weder das Shogunat noch die niederländische Seite ein Interesse an der dauerhaften Aufrechterhaltung dieses Ranges zeigten. Am 5. Februar 1638 bot Koeckebacker dem Bugyō von Nagasaki erneut seine Unterstützung an, indem er nun auch die Bereitstellung von Kanonen und Geschossen vorschlug. Dies führte zu weiteren Anfragen, und am 10. Februar wurde ihm der Befehl erteilt, Schießpulver sowie fünf große Kanonen nach Shimabara zu liefern.
Als die Niederländer am 19. Februar bei Shimabara eintrafen, fanden sie ein Heer in desolatem Zustand vor. Die Rebellen hatten sich bisher tapfer gehalten und nur geringe Verluste erlitten, während die Angreifer unter Itakura Shigemasa hohe Verluste hatten hinnehmen müssen, einschließlich des Todes von Itakura selbst während eines erfolglosen Sturmangriffs.
Die Niederländer wurden herzlich empfangen und zugleich nahtlos in die Belagerung integriert. Sie brachten fünf Kanonen von der Ryp an Land und errichteten eine Batterie, um die Festung von Land- und Wasserseite unter Beschuss nehmen zu können. In den folgenden Wochen beschossen sie die Burg mit hunderten Kugeln. Obgleich der militärischer Beitrag der Niederländer eher begrenzt blieb, insbesondere da der verursachte Schaden ohne belagerungstaugliche Mörser gering ausfiel, zeigten sich die Beamten des Regimes äußerst zufrieden über den Beitrag der Niederländer und das Ausmaß der verursachten Beschädigung der Wälle. Laut Morris könnte Koeckebacker die Auswirkungen des Bombardements der Festung heruntergespielt haben, um seine Rolle bei der Niederwerfung der Rebellion zu verschleiern, da dies auch die Bekämpfung von Christen einschloss. Es bleibt jedoch nach dieser Deutung schwer erklärlich, weswegen Koeckebacker den christlichen Charakter der Rebellion in seinen Berichten in besonderem Maße hervorhebt.

#### Rückbeorderung und nachfolgende Ereignisse
Nach etwa zwei Wochen wurden die Niederländer überraschend aus dem Dienst entlassen und nach Hirado zurückbeordert. Die Armeeführung begründete dies damit, dass die Belagerungsarmee mittlerweile zu nah an die Wälle gerückt sei, und der Beschuss daher eine Gefahr für die Soldaten darstellen würde. Die Niederländer vermuteten hingegen, dass die Rückkehr mit einem Brief der Belagerten zusammenhänge, der die Unterstützung der Fremdmächte als Beweis dafür anführte, dass die Truppen des bakufu den Rebellen unterlegen seien. Zudem hätten sich einige Generäle gesorgt, dass Erfolge der Niederländer die eigenen Leistungen schmälern könnten.
Exakt einen Monat nach dem Abzug der Niederländer stürmten die Belagerer unter hohen Verlusten, in völliger Unordnung und sich gegenseitig tötend den äußeren Verteidigungsring der Burg. Nach mehreren Tagen erbitterter Kämpfe im Inneren der Anlage wurden die Rebellen, mit Ausnahme eines Anführers, vollständig niedergemacht. Die Leichname der Aufständischen wurden enthauptet, und ihre Köpfe in der Ebene vor der Burg aufgereiht. Die Schädel einiger führender Persönlichkeiten der Rebellion präsentierte man öffentlich auf Spießen in Nagasaki. Die Festung selbst wurde anschließend vollständig zerstört. Auch die Herren von Shimabara und Arima, die durch ihr Handeln den Aufstand ausgelöst hatten, wurden nach Abschluss der Belagerung für ihr Versagen enthauptet. Für die japanische Christenheit markierte das Scheitern der Rebellion den Beginn einer noch intensiveren Verfolgung durch die Organe des Staates.
Im Nachgang dieser Ereignisse will Koeckebacker in Erfahrung gebracht haben, dass die an ihn gerichtete Forderung des bakufu, Waffen und Munition für den Kampf gegen die Rebellen bereitzustellen, eine Art Loyalitätsprüfung dargestellt habe. Diese Probe sollte dabei klären, ob die Niederländer bereit wären, ihre Waffen gegen ihre Glaubensbrüder zu richten und sich den antichristlichen Maßnahmen des Shogun zu beugen. Ihre Unterstützung hätte dem Shogun dabei letztlich als Beweis für ihre Loyalität gegolten.
Adam Clulow hat schlüssig argumentiert, dass es als äußerst unwahrscheinlich angesehen werden muss, dass diese angebliche Loyalitätsprobe tatsächlich intendiert war, als die Generalität den Niederländern ihren Wunsch nach militärischer Unterstützung übermittelte. Er hebt hervor, dass es kaum plausibel erscheint, dass das Regime inmitten eines Krieges eine „Pause“ in Kauf genommen hätte, einzig zu dem Zweck, die Loyalität einer unbedeutenden ausländischen Macht zu prüfen. Zudem weist er darauf hin, dass Koeckebacker selbst angibt, diese Information nur aus zweiter oder dritter Hand erhalten zu haben, was weiter gegen die Faktizität dieser Behauptung spricht. Der eigentliche Zweck des Herbeirufens der Niederländer durch die Führer der Armee, wie er aus japanischen Quellen hervorgeht, blieb den Niederländern letztlich verborgen und hat auch in der europäischen Geschichtsschreibung kaum Beachtung gefunden.

### Rückkehr in die Niederlande

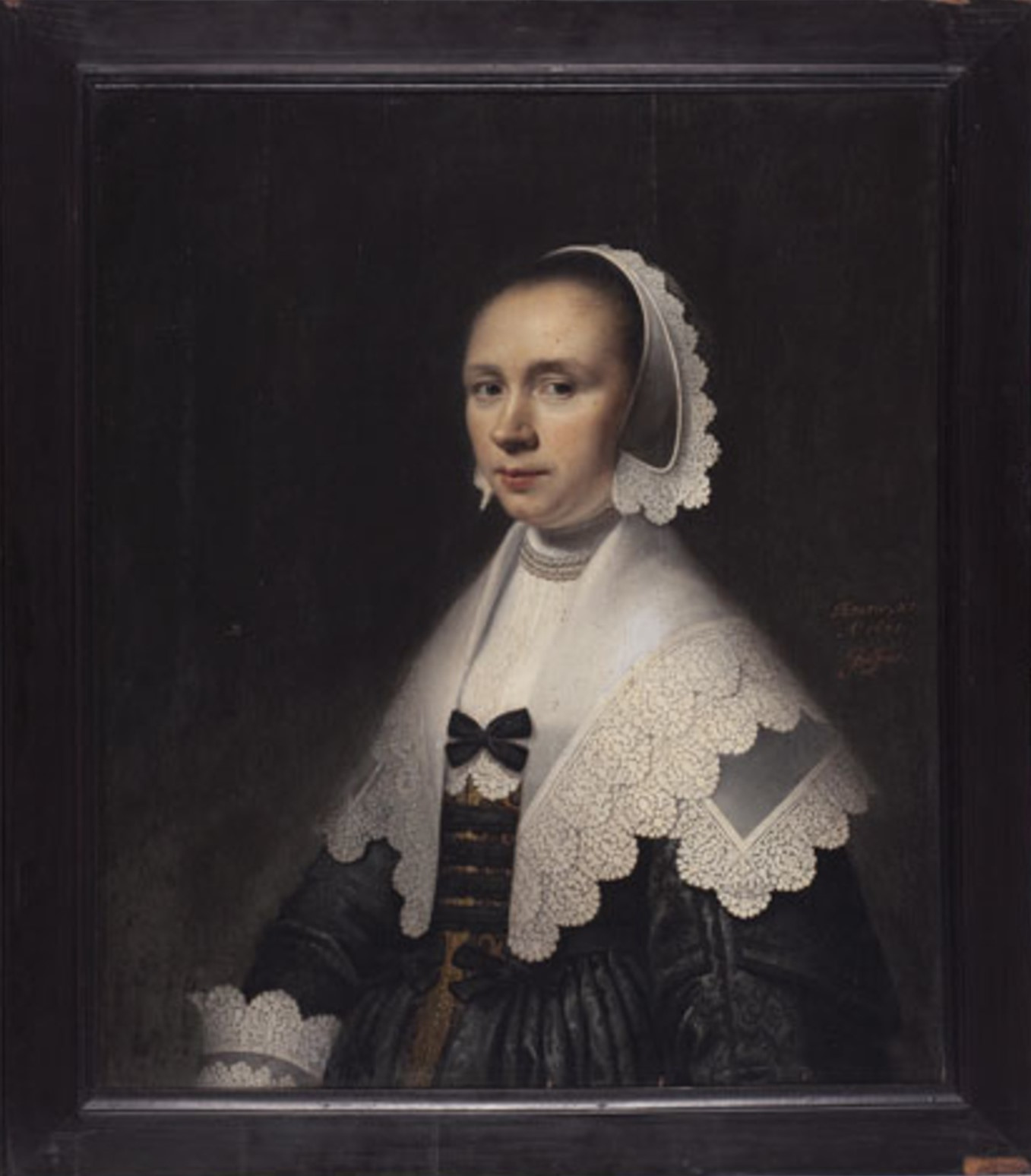
Maria Hogenhoucx, von Jacob Willemsz. Delff dem Jüngeren (1619–1661), 1641. Das Portrait bildet mit dem ihres Ehemanns eine gemeinsame Komposition. Die beiden Bilder sind offenbar im Zusammenhang ihrer Eheschließung entstanden.

Am 10. Juli 1638 wurde Koeckebacker nach Batavia abberufen. Am 3. Februar 1639 übergab er die Leitung der Faktorei an François Caron, welcher diese bis zum 13. Februar 1641 leiten sollte. In seine Zeit fiel auch die Umsiedlung der Niederländer nach Dejima. Am 13. April 1639 wurde Koeckebacker in den Justizrat von Batavia aufgenommen und im September desselben Jahres zum Kommandeur über die Ostindienflotte ernannt. Mit dieser Flotte kehrte er im Sommer 1640 nach gescheiterten Verhandlungen über ein Militärbündnis mit lokalen Herrschern in Südvietnam wohlhabend nach Holland zurück. Nach seiner Rückkehr wurde Koeckebacker vom Leitungsgremium der Kompanie für seine Verdienste in Asien mit 1.200 Gulden für eine goldene Ehrenkette ausgezeichnet. Er ließ sich in Delft nieder und gehörte von 1642 bis 1667 dem Vierzigerrat der Stadt an. Zwischen 1643 und 1647 sowie 1652 übte er das Amt eines Schöffen aus; 1658 und 1659 wirkte er als Waisenmeister (Weesmeester) der Stadt. 1654 war er zudem Ratsherr im Rat der Admiralität an der Maas.
Koeckebacker trat am Sonntag, dem 30. Juni 1641, in den Ehestand mit Maria Abrahams Hogenhouck (1610–1668), der Tochter von Abraham Maertens Hogenhouck und Clara Pieters van der Burch. Aus der Verbindung gingen zahlreiche Kinder hervor. Sein beträchtliches Vermögen, das er durch den Indienhandel erwirtschaftet hatte, investierte er unter anderem in den Erwerb von Land in der Region um Veenhuizen, wobei er gedachte, dieses Gebiet für den Torfabbau nutzbar zu machen. Das Vorhaben scheiterte jedoch aufgrund erheblicher lokaler Widerstände. Im September 1644 vertrat Koeckebacker François Caron bei dessen Eheschließung mit der achtzehnjährigen Constantia Boudaen, da jener selbst nicht anwesend sein konnte. Aus der Ehe zwischen François Caron und Constantia Boudaen gingen insgesamt sieben Kinder hervor: drei Söhne und vier Töchter. Koeckebacker verstarb am 2. Juli 1671 in Delft und wurde drei Tage später in der Oude Kerk beigesetzt.

## Wertung seiner Rolle in der Niederwerfung der Rebellen von Shimabara-Amakusa
Bald nach der Niederschlagung der Rebellen erhoben sich im katholischen und protestantischen Ausland kritische Stimmen gegen die VOC. Den Niederländern, teilweise auch Koeckebacker persönlich, wurde vorgeworfen, durch die Unterstützung der japanischen Regierung bei der Belagerung der Burg Hara die christliche Sache preisgegeben zu haben. Vergleiche zum Verrat an den Protestanten in La Rochelle wurden laut, und den Holländern wurde Profitgier unterstellt. Die Niederländer verteidigten sich, indem sie behaupteten, die VOC habe keinen Krieg gegen Katholiken, sondern lediglich gegen die Rebellen von Arima geführt; oder Koeckebacker habe nur widerwillig, unter Androhung der Todesstrafe, seine „Glaubensbrüder“ beschossen.
Die Forschung des 19. und 20. Jhs. folgte diesen Deutungsmustern weitgehend und stellte Koeckebacker entweder als „Pilatus“ oder als Opfer der Umstände dar. Geerts betont etwa, dass die Herausgabe seiner Briefe dazu diene, die Falschdarstellung „oberflächlicher Autoren“ zu korrigieren und zu zeigen, dass es keine Gründe gebe, Koeckebackers Handlungen zu tadeln.
Ein Hinweis darauf, dass die bereitwillige Hilfe der Kompanie bei der Vernichtung der Christen von Shimabara den Ruf der Niederländer bei den Hofleuten und im ganzen Land nachhaltig ruiniert hätte, da diese geurteilt hätten, „es könten die leüte kein gutes, und gegen einen frembden Keiser aufrichtig und getreües hertz haben, die zu Vertilgung derer, sich so fertig gebrauchen liessen mit welchen sie im grunde des Glaubens [...] über ein kähmen, und durch selbe pforte den weg Christi folgten“, wie Kaempfer (1651–1716) glaubhaft machen möchte, besteht nicht.